# Nico Philipp Hovius
Nico Philipp Hovius (Amsterdam, 1964) is een Nederlands componist en dirigent.

## Levensloop
Nico Philipp Hovius groeide op in een muzikaal gezin. Zijn vader Ger Hovius, organist, dirigent en muziekdocent, was van jongs af aan voor hem een inspiratiebron. Na de drie jarige dirigentenopleiding van de Stichting Nederlandse Korenorganisaties, studeerde hij schoolmuziek, koor- en orkestdirectie bij het Sweelinck Conservatorium in Amsterdam. Orkestdirectie studeerde hij bij Joop van Zon en koordirectie bij Jan Pasveer en hij had les van specialisten als Paul Van Nevel (oude muziek), Jos van Veldhoven (Barok) en Huub Kerstens (moderne muziek). Privé studeerde hij compositie bij Niek Verkruisen en volgde hij een master kunstgeschiedenis aan de universiteit van Utrecht.
Hij is organist van de Nassaukerk te Amsterdam (sinds 1985) en was organist van de Koningkerk te Haarlem (1980-1984) en cantor Raphaëlpleinkerk te Amsterdam (1986 – 1991).
Als dirigent is hij verbonden aan het Voorschotens Kamerkoor (sinds 1990), Alegria te Amstelveen (sinds 1991) en het Toonkunstkoor Hilversum  (sinds 1999), en was voorheen dirigent bij het Schütz Ensemble te Almere  (1989 – 1994), Linqua Musica te Leiden (1993 – 1997), pianist en dirigent van het Haags Matrozenkoor (1993 - 1999), en van het Koninklijk Toonkunstkoor Aalsmeer (2012 – 2017). Hij is tevens muzikaal leider van het Pollux ensemble .
Ook is hij regelmatig gastdirigent voor koorreizen en dirigeerde in vele Europese hoofdsteden. Zo voerde hij The Armed Man van Karl Jenkins uit in St. Petersburg. Ook werkte hij mee aan speciale projecten zoals Klaas! Anderzijds  met Klaas de Vries en Thuis in de buurt, Amsterdam, 2019.
Hij componeerde een groot aantal koorwerken, alsmede opera's en symfonische werken.

## Composities

### Koorwerken
- Pater Noster, 1988
- O zalig heilig Bethlehem, 1992
- Lord make me an instrument, 1993
- Tijd en Licht, 1994 [12]
- Toekomst, 1994 [13]
- Nox et Tenebrae, 1995
- Babel, 1996
- Paradox, 1996
- Kinderen van het Licht (kinderkoor), 1998
- Song of Solomon, 1999
- Tussen Wolken naar Waarheid, 1999
- Cantico del Sole, 2002
- Kinderpassie, 2003
- Mis in d, 2004
- 14 miniaturen, 2005
- Paas motet, 2006
- Hoop,2007
- Kinderen van het Licht II (kinderkoor), 2007
- Odyssee, 2008
- De laatste dagen, 2013
- I shall not live in vain, 2014
- Summer, 2015
- Kerstlied, 2017
- Jonge sla, 2018
- Cupcake, 2018

### Cantaten
- Kerstcantate Knijper en Weltevree, 1999
- Litanie, 2006
- Recht en onrecht, 2007
- Requiem voor de levenden, 2007 [14]
- Cantilene, 2009
- Labyrint, 2010
- Ach en wee, 2012
- De koorzanger, 2012
- Tongen los, 2012
- Gaudete, 2013 [15]
- De hemel dauwt, 2014
- De koffie cantate, 2016
- De reis van je leven,2016
- Faust van Waardenburg, 2016
- Licht raak ons aan, 2016
- Breng mij dichterbij, 2017
- Ik roep, ik schreeuw zo peilloos diep, 2017
- Gaandeweg, 2018
- Kruiswoorden, 2018
- Opdat wij zien, 2019

### Liederen
- O mistress mine where are you roaming,1992
- Dit zijn ze…  vier liederen voor nabestaanden, 2020

### Theater muziek
- Muziek voor Sadko en Marina, 1988
- Opera William, 1990
- De hunkering van Florissant III, 1990 [16]

### Instrumentaal
- Strijkwartet, 1996
- Requiem voor een Kabouter, 2009
- Windows, 2010
- Afficio, 2012
- Der Dichter Spricht, improvisaties op gedichten, 2020  [17]

### Bewerkingen
- Go tell it on the mountain, 1990
- Nederlandse volksliedjes (jongenskoor), 1993
- Daar was laatst een meisje loos, 1996
- Dingdong merrily on high, 2007
- Komt vrienden in het ronden, 2018
- Er waren eens twee koningskinderen, 2018
- Schoon lief, hoe ligt gij hier, 2018 [18]

### Discografie
- IULA world congress The Hague  (Stemra C-6320), 1995
- Paradox  (QCD 3147-2), 1996
- ’n Rondje wereld  (Stemra F-6412), 1996
- Requiem for a Gnome  (CDNR 0110), 2010
- A Song for all Seasons (The Bohemian Club Chorus USA), 2016

Een volledige lijst van composities is te vinden op de website van Nico Philipp Hovius